# Cuget românesc
Cuget românesc a fost o revistă de cultură a diasporei române, publicată în Argentina, la Buenos Aires, în perioada 1951-1953; 1955-1958.

## Înființarea
Profesorul de filologie romanică Dumitru Găzdaru, care locuia Buenos Aires și preda cursuri la Universitatea Catolică din localitate, a avut ideea de a pune bazele acestei reviste (ianuarie 1951 - 1957/1958) ajutat fiind de un grup redacțional constituit dintr-un comitet de intelectuali din exil. Adresa redacției se afla pe strada Mariano Acosta, 81, Buenos Aires, iar administrația, pe strada Araoz 2361-C. Textele incluse în fiecare număr al revistei erau dactilografiate, după posibilitățile tehnice ale anilor '50-'60. Primele numere conțineau și un „Supliment literar”, care oferea cititorilor fragmente reprezentative din literatura română populară și cultă, fără a-și propune însă să alcătuiască o antologie de texte literare românești. 
Colaboratorii erau călăuziți de trei idei: Dumnezeu - Nația - Regele. Ei vor scrie în slujba românismului. Intenția redactorilor era de a nu aparține niciunui grup politic sau orientări ideologice. Demersul lor a fost pus sub semnul credinței în Dumnezeu, a figurii monarhului și pentru sprijinirea activă și morală a românilor care au suferit de pe urma regimului comunist.
Începând cu numărul 6 (1957-1958) articolele au fost grupate sub următoarele titluri: Articole-Literatură, Cronică-Necrologie, Note și Comentarii, Recenzii și semnalări, Varia.

## Colaboratori și conṭinut
Colaboratorii revistei erau: Dumitru Găzdaru, J.B. Aguilar Torres, Anton Bălan, N.D. Ciotori, N.I Herescu, Vintilă Horia, G. Racoveanu, J.N. Manzatti, M.I. Lefter, D.Șt. Marin, Marcel Nicolau, Lucia A. Popovici, Virgil Ionescu, Meluța D. Marin, Stan Ionescu, majoritatea scriind articole pe teme politice. Studiile și articolele publicate tratau teme dintre cele mai diverse: suferințele românilor care au fost exilați forțat în Siberia, la sfârșitul celui de-al Doilea Război Mondial, începutul dictaturii în România, plagiatul în elaborarea lucrărilor științifice, descoperirile arheologice din România, succesul intelectualilor români pe plan internațional, viața și opera scriitorilor, intelectualilor și a oamenilor de cultură români, eseuri critice față de literatura română scrisă în perioada comunistă, geneza poporului român și formarea limbii române, cultura română, tradițiile populare și religioase din România, istoria națională și universală, exilul.
În paginile revistei au apărut, de asemenea, nuvele (Anton Bălan), poezii, memorii (G. Racoveanu), recenzii ale unor cărți publicate în română și în limbi străine, corespondență, comemorări ale unor figuri ilustre din literatura română și universală. În fiecare număr existau două coloane intitulate: Cărți, broșuri și extrase primite la redacție și Reviste și ziare primite la redacție. Aici apăreau enumerate titlurile cărților, articolelor din diferite periodice, majoritatea în limba română, care au fost trimise pe adresa redacției.
Pe ultima pagină a fiecărui număr, redactorul le mulțumea tuturor celor care au sprijinit și au contribuit prin donații la apariția revistei, de asemenea erau menționate dificultățile cărora trebuiau sa le facă față, pentru a putea imprima fiecare număr al revistei.

## Schiță biografică Dumitru Găzdaru
Dumitru Găzdaru (n. Galați d. - 1991, Buenos Aires, Argentina) a absolvit studiile liceale în Iași. În 1924 a început să publice în Arhiva din Iași. Doctor în litere. A urmat stagii de studiu și burse în Italia, Elveția, Germania, Franța, Austria etc. În 1940 a devenit profesor de filologie. A întemeiat și condus cea mai importantă revistă de cultură românească din America de Sud (Cuget românesc, 1951-1958). Din 1962 a fost profesor de filologie hispanică și lingvistică în străinătate. A fondat revista Romanica (1968-1973). A colaborat și la revistele românești din străinătate (Suflet românesc, Cuget românesc, Buletin informativ etc.). A colaborat cu articole de cultură medievală la Enciclopedia Catolică și cu articole cu subiecte literare și de cultură română la Enciclopedia El Ateneo.

## Publicații omonime
Din 1990, Liga Culturală a românilor de pretutindeni a editat publicația periodică „Cuget românesc”, cu subtitlul Revistă de fraternitate românească prin spirit și cultură.